# Lutherkirche (Datteln)

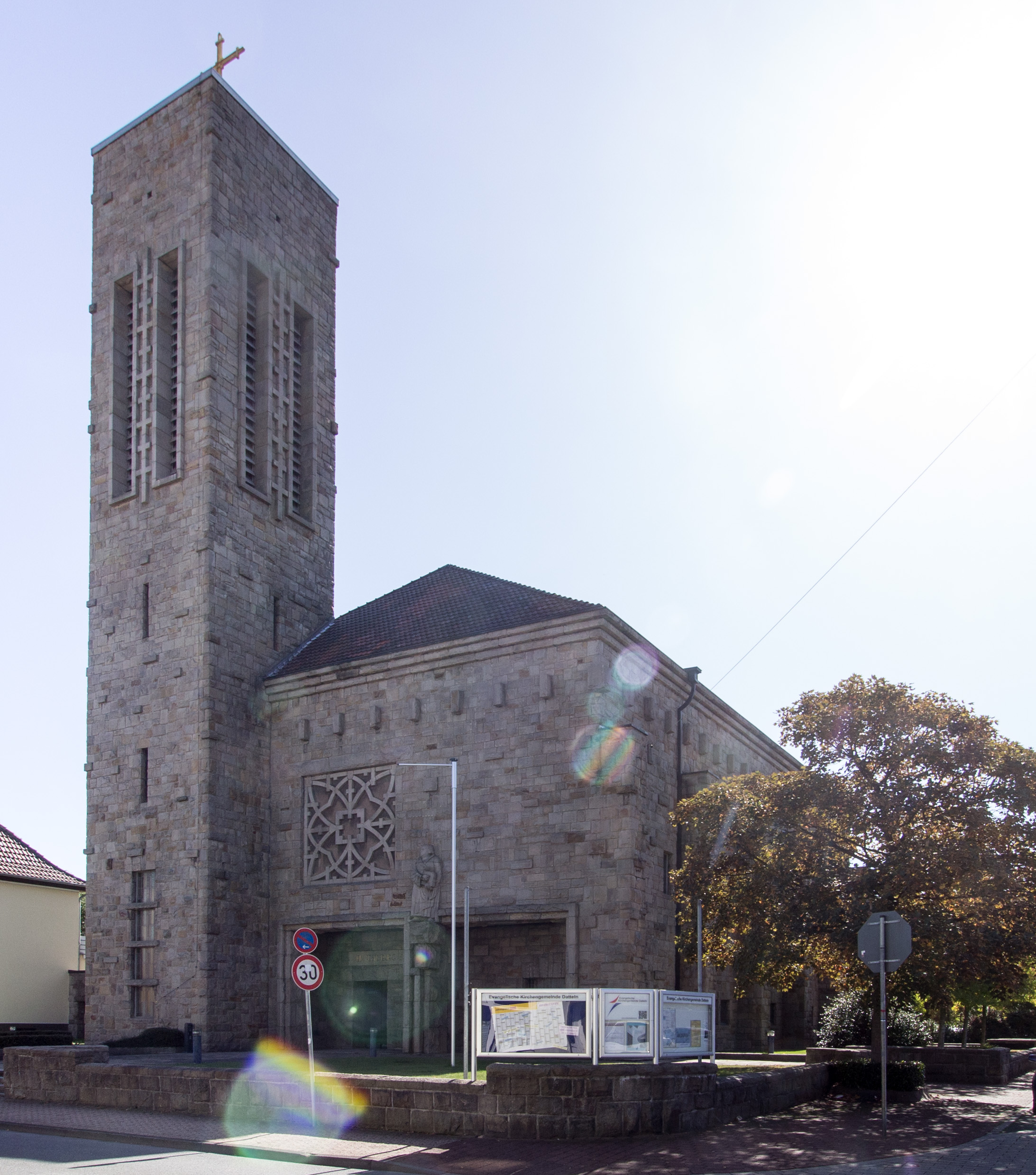
Lutherkirche

Die Lutherkirche ist eine denkmalgeschützte evangelische Kirche, die in Datteln steht, einer mittleren kreisangehörigen Stadt im Kreis Recklinghausen im Regierungsbezirk Münster von Nordrhein-Westfalen. Die Kirche gehört zum Kirchenkreis Recklinghausen der Evangelischen Kirche von Westfalen.

## Geschichte und Beschreibung
Die Saalkirche im expressionistischen Baustil wurde 1927–198 nach einem Entwurf von Josef Wentzler aus Quadermauerwerk errichtet. Sie besteht aus einem Langhaus, das mit einem Walmdach bedeckt ist, einem eingezogenen Chor im Süden und einem Glockenturm ohne Helm, der in der Nordwestecke des Langhauses eingestellt ist. In der Fassade neben ihm befinden sich zwei Portale, zwischen denen auf einer Konsole Martin Luther als Statue steht. Die Strebepfeiler an den Seitenwänden des Langhauses sollen die Orthogonalität der Architektur betonen.

## Inneres und Ausstattung
Im Zweiten Weltkrieg erlitt die Kirche einen Bombenschaden; 1948 wurde sie wieder hergestellt, wobei die Rabitzdecke nur in einfacher Form erneuert wurde. Der Innenraum hat an drei Seiten umlaufende Emporen. Im spitzwinklig geschlossenen Chor wird durch vier übereck gestellte Stützen ein expressionistischer Raumeindruck hervorgerufen. 1951 gestaltete Karl Helbig die Chorfenster. 1954/1956 fertigte Helbig neun weitere Glasfenster an.
Die Orgel mit 32 Registern auf drei Manualen und Pedal wurde 1967 von Alfred Führer errichtet.
Im Turm hängen drei Glocken. Die Luther-Glocke trägt die programmatische Inschrift „Ein' feste Burg ist unser Gott“; die Bergmanns-Glocke greift das Schicksal des Ortes auf mit dem Text „Wer will Bergwerk bauen, muß auf Gott vertrauen“. Eine dritte vom Bochumer Verein in Stahl gegossene Glocke, ist dem Generalfeldmarschall und Reichspräsidenten Paul von Hindenburg gewidmet und dokumentiert dies zeittypisch in ihrer Inschrift: „Auf dunkle Nacht folgt noch ein deutscher Tag, einst bricht der Herr der Deutschen Schmach, doch auch zu ernster Arbeit mahnt der Glockenschlag.“